# Леїтне
Леїтне (пол. Leitnie) — село в Польщі, у гміні Дубова Колода Парчівського повіту Люблінського воєводства.
Населення — 97 осіб (2011).
У 1975-1998 роках село належало до Білопідляського воєводства.

## Демографія
Демографічна структура станом на 31 березня 2011 року:
|          | Загалом | Допрацездатний вік | Працездатний вік | Постпрацездатний вік |
| -------- | ------- | ------------------ | ---------------- | -------------------- |
| Чоловіки | 46      | 5                  | 34               | 7                    |
| Жінки    | 51      | 8                  | 29               | 14                   |
| Разом    | 97      | 13                 | 63               | 21                   |